# 萱町六丁目停留場
萱町六丁目停留場（日语：／ Kayamachi-Rokuchōme teiryūjō */?）是位於日本愛媛縣松山市的路面電車車站，隸屬於伊予鐵道（伊予鐵），車站編號為08。本站是1911年當伊予鐵道把原道後鐵道路線電化及將路軌由762mm軌間改為1067mm時所增設的車站，最初稱為「三津口站」。「三津口」這名稱亦曾於1888年至1889年高濱線上的古町站上使用過。

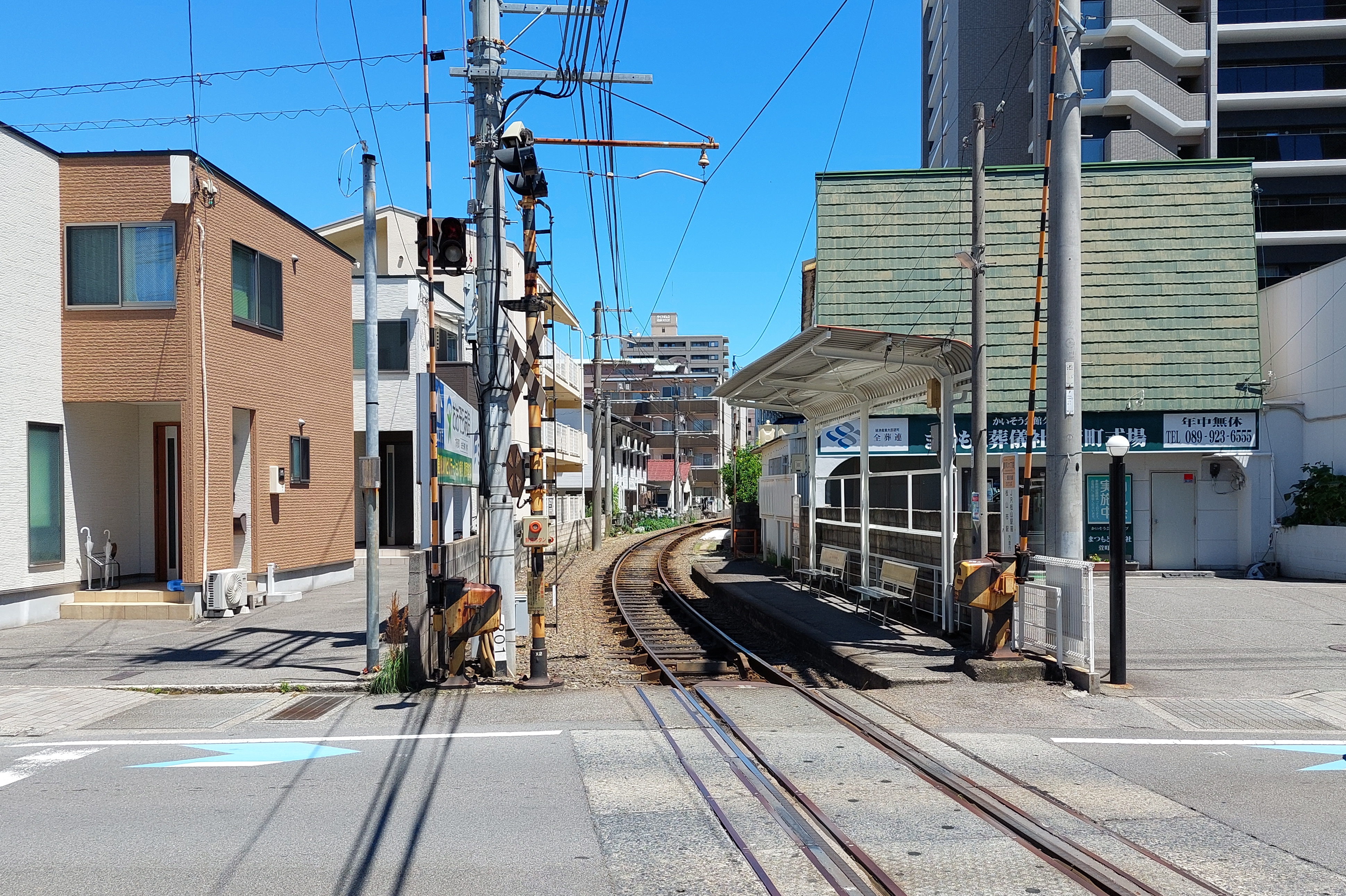
另一側的月台(2024年7月)

松山電氣軌道於1911年至1946年間也曾設有「萱町站」，但卻是位於現在平和通上的「平和通6丁目」範圍內，與現時的車站相距甚遠。

## 所屬路線
- 伊予鐵道

松山市內線（城北線）
■1號線（環狀線下行—順時針方向）
■2號線（環狀線上行—逆時針方向）

## 車站結構
本站設有非對應式側式月台2個，位處十字路口兩側，並在通過前停車，有效有度為1輛。各月台中央部份均設有上蓋及候車座椅，因兩側皆為民居（其中右迴月台旁邊更是葬儀中心），月台均貼近外牆而建，也只能從十字路口方進出月台。
另外右迴月台過往曾設置圓形桌子1張，但現時已被移走。

### 月台配置
| 月台 | 路線        | 目的地               |
| ---- | ----------- | -------------------- |
| 1    | ■1號線 環狀 | 木屋町、上一萬方向   |
| 2    | ■2號線 環狀 | 古町、JR松山站前方向 |

## 歷史
- 1911年8月8日：隨原道後鐵道改軌間及電化同時增站開業，稱為「三津口站」[6]。
- 1967年1月1日：改稱「萱町六丁目停留場」。
- 2015年7月：增設車站編號。

## 相鄰停留場
伊予鐵道
城北線
古町（07）－萱町六丁目（08）－本町六丁目（09）